# Don't disturb
『Don't disturb』（ドント・ディスターブ）は、田原俊彦の10枚目のオリジナル・アルバム。1985年7月4日に、キャニオン・レコード / NAVから発売された。

## 背景
キャッチコピーは『レコードの中の僕聴いている あなた誰にも邪魔はできない』。
前作『TOSHI 10R NEW YORK』から約7か月ぶりのオリジナル・アルバムとしてリリースされ、シンセサイザーやドラムマシンを多用した楽曲が収録されている。

## リリース
1985年7月4日に、キャニオン・レコードのNAVレーベルから、LPレコードとCTの2形態で発売され、7月21日にCDが発売された。

## 批評
| 専門評論家によるレビュー | 専門評論家によるレビュー |
| レビュー・スコア         | レビュー・スコア         |
| 出典                     | 評価                     |
| ------------------------ | ------------------------ |
| CDジャーナル             | 肯定的                   |

『CDジャーナル』は、当時の田原を「一段と男らしくSEXYに成長した」としたうえで「詩の内容も少年の恋のあこがれを謳ったものから徐々に男性を意識した積極的なものに変わってきている」と評価し、サウンドに関しても「夏の都会の恋をメイン・テーマにシャープで歯切れよいサウンドが広がる」といずれも肯定的な評価をしている。

## 収録曲

### LPレコード/CT
| #         | タイトル                         | 作詞             | 作曲                 | 編曲       | 時間  |
| --------- | -------------------------------- | ---------------- | -------------------- | ---------- | ----- |
| 1.        | 「ダーリン涙を見せて」           | 吉元由美         | 久保田利伸・羽田一郎 | 船山基紀   | 3:28  |
| 2.        | 「Coolなままシェイク」           | 吉元由美・宮下智 | 久保田利伸           | 馬飼野康二 | 3:58  |
| 3.        | 「切り札は一度だけ」             | 吉元由美         | 久保田利伸           | 船山基紀   | 4:00  |
| 4.        | 「Televisionの誘惑」             | 秋元康           | 松尾清憲             | 船山基紀   | 4:03  |
| 5.        | 「愛情現象 ELEMENTS OF SEASONS」 | 高橋修           | 高橋幸宏             | 高橋幸宏   | 3:22  |
| 合計時間: | 合計時間:                        | 合計時間:        | 合計時間:            | 合計時間:  | 18:51 |

| #         | タイトル                            | 作詞       | 作曲      | 編曲      | 時間  |
| --------- | ----------------------------------- | ---------- | --------- | --------- | ----- |
| 1.        | 「色男 SEXY NIGHT」                 | 森雪之丞   | 玉置浩二  | 大村雅朗  | 3:41  |
| 2.        | 「ロックンロールで YEAH YEAH YEAH」 | 阿久悠     | 野村義男  | 船山基紀  | 3:28  |
| 3.        | 「もうあなたは自由に翔ぶがいい」    | 阿久悠     | 羽田一郎  | 船山基紀  | 4:13  |
| 4.        | 「禁じられた朝」                    | 安井かずみ | 加藤和彦  | 船山基紀  | 4:20  |
| 5.        | 「SWEET ジャクリーヌ」              | 安井かずみ | 加藤和彦  | 船山基紀  | 5:26  |
| 合計時間: | 合計時間:                           | 合計時間:  | 合計時間: | 合計時間: | 21:08 |

### CD
| #         | タイトル                            | 作詞             | 作曲                 | 編曲       | 時間  |
| --------- | ----------------------------------- | ---------------- | -------------------- | ---------- | ----- |
| 1.        | 「ダーリン涙を見せて」              | 吉元由美         | 久保田利伸・羽田一郎 | 船山基紀   | 3:28  |
| 2.        | 「Coolなままシェイク」              | 吉元由美・宮下智 | 久保田利伸           | 馬飼野康二 | 3:58  |
| 3.        | 「切り札は一度だけ」                | 吉元由美         | 久保田利伸           | 船山基紀   | 4:00  |
| 4.        | 「Televisionの誘惑」                | 秋元康           | 松尾清憲             | 船山基紀   | 4:03  |
| 5.        | 「愛情現象 ELEMENTS OF SEASONS」    | 高橋修           | 高橋幸宏             | 高橋幸宏   | 3:22  |
| 6.        | 「色男 SEXY NIGHT」                 | 森雪之丞         | 玉置浩二             | 大村雅朗   | 3:41  |
| 7.        | 「ロックンロールで YEAH YEAH YEAH」 | 阿久悠           | 野村義男             | 船山基紀   | 3:28  |
| 8.        | 「もうあなたは自由に翔ぶがいい」    | 阿久悠           | 羽田一郎             | 船山基紀   | 4:13  |
| 9.        | 「禁じられた朝」                    | 安井かずみ       | 加藤和彦             | 船山基紀   | 4:20  |
| 10.       | 「SWEET ジャクリーヌ」              | 安井かずみ       | 加藤和彦             | 船山基紀   | 5:26  |
| 合計時間: | 合計時間:                           | 合計時間:        | 合計時間:            | 合計時間:  | 39:59 |

## 楽曲解説
1. ダーリン涙を見せて
2. Coolなままシェイク
3. 切り札は一度だけ
  - 作曲を担当した久保田利伸が、1988年に久保田利伸&マザー・アース with アマゾンズ名義でリリースされた映像作品『KEEP ON DANCING 1』[2]にてセルフカバーした。
4. Televisionの誘惑
5. 愛情現象 ELEMENTS OF SEASONS
  - 作曲と編曲は高橋幸宏が担当している。当初はシングルとして発表する予定だったが[3]、最終的には見送られた。
  - 楽曲は、スクラッチ（英語版）を多用したヒップホップ要素を取り入れた楽曲で、高橋の楽曲としては異色な作品である[3]。
6. 色男 SEXY NIGHT
7. ロックンロールで YEAH YEAH YEAH
8. もうあなたは自由に翔ぶがいい
9. 禁じられた朝
10. SWEET ジャクリーヌ